# Єрмилов Василь Дмитрович
Васи́ль Дми́трович Єрми́лов (21 березня 1894, Харків — 6 січня 1968, Харків) — український радянський живописець, графік, монументаліст, художник-конструктор, представник українського авангарду; учень Ладіслава Тракала (1873—1951), учасник об'єднань «Блакитна лінія», «Будяк» у 1913–1914 роках, харківської групи «Союз семи» з 1917 року, Асоціації революційного мистецтва України у 1927–1932 роках та Харківської організації Спілки художників України з 1939 року.

## Життєпис
Народився 9 [21] березня 1894 року в Харкові. В 1905–1909 роках навчався в Харківській навчально-ремісничій майстерні декоративного живопису у Ладіслава Тракала. Як потім говоритиме його друг Борис Косарєв: «Тракал дав нам все… Все!». У 1910–1911 роках — у Харківській художній школі у Митрофана Федорова, у 1913–1914 роках — у приватній студії Є. Штейнберга, О. Грота, у 1913 році — в Московському училищі живопису, скульптури та архітектури, у 1912—1913 роках — у студії Іллі Машкова, Петра Кончаловського в Москві.
У 1919—1920-х роках малював для «Вікон УкРОСТА». У 1920 році очолював майстерні живопису Харківського заводу художньої індустрії; у 1920—1921 роках — мистецький відділ Всеукраїнського бюро Телеграфного агентства Росії. У 1921—1922 роках викладав у Харківському художньому технікумі, у 1922—1935 та 1963—1967 роках — у Харківському художньому інституті. Серед учнів — Ісак Хотінок. Співпрацював із газетою «Доба конструкції», журналами «Мистецькі матеріали авангарду», «Нове мистецтво».
У 1949 році Єрмилова було виключено зі Спілки художників за космополітизм, але згодом рішення було скасоване.
Помер у Харкові 6 січня 1968 року. Похований у Харкові на Міському кладовищі № 2.

## Творчість
Працював у промисловій графіці: розробляв і створював ескізи оформлення упаковок, сірникових коробок, заводських і фабричних марок тощо. Займався обробкою шрифтів, створив новий шрифт. Також малював обкладинки для
книг
- «Ладомир» Велимира Хлебникова (1920, Харків);
- «Рейд у Скандинавію» Валер'яна Поліщука (1931);
- «Фронтовики» Сави Голованівського (1933, Харків);
- «Цусима» Олексія Новикова-Прибоя (1933, Москва).

журналів
- «Колосся» — 1918, № 17;
- «Нове мистецтво» — 1927;
- «Авангард» — 1928—1930-ті;
- «Культура і пропаганда» — 1933.

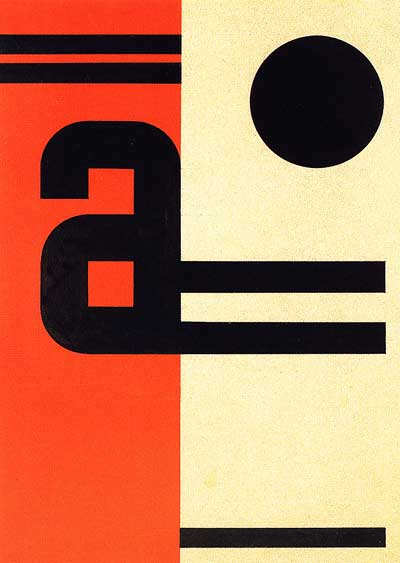
Ескіз обкладинки журналу «Авангард». 1929

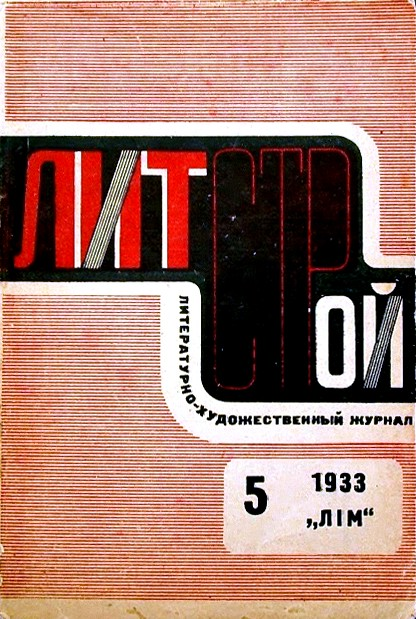
Обкладинка журналу «Літстрой», 1933

Автор багатьох проєктів: збірних кіосків, агітаційних і книжкових фургонів, трибун-реклам, плакатів, театральних декорацій; станкових робіт — жанрових картин, портретів і пейзажів. Серед робіт:
- цикл офортів «Москва» (1912—1913);
- оформлення площ і вулиць Харкова:
  - до 1 Травня (1919—1920);
  - до зустрічі делегатів ІІ конгресу Комінтерну (1920);
- монументальний розпис «Сільське господарство. Будівництво. Індустрія» (1920, темпера; Центральний червоноармійський клуб у Харкові);
- розпис вагона агітпоїзда «Червона Україна» (1921);
- плакат «Потухшие паровозы, стоящие фабрики ждут уголь Донбасса» (1921);
- портрети Володимира Леніна, Артема, Моїсея Тевелєва, Тараса Шевченка, Івана Франка на стінах будинків (1921, темпера, трафарет);
- оформлення вистави за драмою Георга Кайзера «Газ-1» у театрі Пролетаркульту у Харкові (1921);
- оформлення Всеукраїнської ювілейної виставки (1927);
- оформлення стінгазет «Генератор», «Канатка», «Студгаз» для павільйону СРСР на міжнародній виставці преси у Кельні (1928, у співавторстві з Лазаром Лисицьким та Олександром Родченком);
- оформлення павільйону УРСР на Виставці досягнень народного господарства у Москві (1937—1938, разом з Анатолієм Петрицьким);
- оформлення громадських споруд:
  - цирк (1919);
  - Палац піонерів (1934—1935);
  - Київський будинок оборони (1935—1936);
  - Театральний музей (1940—1941);
- шрифтові плакати вітрини:
  - «Маркс — Ленін» (1925, дерево, метал);
  - «Ленін» (1925, дерево, метал);
  - «Про Леніна» (1925, дерево, метал);
  - «Жалобна дата» (1925, дерево, метал);
- серії:
  - «Супрематичні композиції» (1920–1930-ті);
  - «Графічні композиції» (1920–1930-ті);

- живопис:
  - «Гітара» (1919);
  - «Дама з віялом» (1919);
  - «Кавун» (1920-ті);
  - «Арлекін» (1923);
  - «Хлопець у кепці» (1930-ті);
  - «Теплий день. Люботин» (1944);
  - «Після дощу» (1945);
  - «Весна на Журавлівці» (1946);
  - «Берег моря» (1947);
  - «Вечоріє» (1947);
  - «Весна» (1949);
  - «Пам'ятник осені 1941 року» (1954);
  - «Весна на Шатилівці» (1959);
  - «Біля шостого ставка. Люботин» (1960);
  - «Осінь» (1961);
  - «На річці» (1962);
  - «Бузкові далі» (1962);
  - «Весна. П'ятихатки» (1963);
- графіка:
  - «Чаювання» (1912, м'який лак, акватинта);
  - «Хорошеве» (1913, м'який лак, акватинта);
  - «Жіноча модель» (1913; 1927);
  - «Атлет» (1941);
  - «Весна на Шатилівці» (1959, акварель);
  - «Дружина спить» (1960);
  - «Кінець літа. Люботин» (1960, акварель);

Виконав також ряд конструктивістських композицій в техніці асамбляж :
- «Вікно» (1922, контррельєф — дерево, бляха);
- «Портрет» (1923, рельєф — кована мідь, дерево, фібра);
- «Гітара» (1924, рельєф — дерево).

Брав участь у виставках з 1909 року («Товариство харківських художників» і інші). Персональні виставки пройшли у Харкові у 1963, 1969, 1994 роках. Отримав золоту медаль на Міжнародній виставці графіки у Ляйпциґу у 1922 році (за марку «У поміч голодуючим»).
Окремі роботи художника зберігаються у Харківському художньому музеї, Національному художньому музеї України, в музеях США, Німеччини, Франції; продаються на міжнародних аукціонах, як-от Sotheby's.

## Фільми
Документальний фільм «Конструктор Василь Єрмілов», режисер Оксана Сигарева (Коклонська)

## Вшанування пам'яті
22 березня 2012 року в Харкові відкрився перший центр сучасного мистецтва, який отримав назву «ЄрміловЦентр».
У 2018 році агенція Banda створила брендбук України під назвою Ukraine NOW, основною фірмовою гарнітурою якого став спеціально створений шрифт Ermilov Bold — сучасний масивний геометричний гротеск із особливими скосами у кутах літер. Шрифт названий на честь Василя Єрмілова.